# 梶原浩規
梶原 浩規（かじわら ひろのり、1962年5月13日 - ）は、日本の実業家。NCホールディングス株式会社代表取締役社長、日本コンベヤ株式会社代表取締役社長。

## 人物・経歴
1962年5月13日生まれ。1986年3月、立教大学社会学部卒業。同年4月、三和銀行（現・三菱UFJ銀行）入社。
2000年4月、ソニー生命株式会社入社。
2006年10月、株式会社カジ・ビジネス・コンサルティング代表取締役社長。
2012年2月、株式会社ライフプラザパートナーズ入社本社営業部長に就任。
2017年3月、明治機械株式会社太陽光発電事業部長、2017年6月、NCホールディングス株式会社取締役(監査等委員)に就任。
2018年6月、同社代表取締役社長、同月 日本コンベヤ株式会社代表取締役社長に就任。